# Hana*テレビ
『Hana*テレビ』（ハナテレビ）は、2006年4月17日から2010年3月24日まで北海道放送（HBCテレビ）で放送されていたローカルワイド番組である。

## 概要
2006年3月31日まで放送されていた『ビタミンTV』と同年4月14日まで放送されていた『テレポート2000』を統合するかたちでスタート。
番組は途中にTBS発の『イブニング・ファイブ』を内包していた。また毎年6月上旬には、札幌市内で行われるYOSAKOIソーラン祭りの模様を「YOSAKOIスペシャル」として随時番組内に挿入しながら19:54まで放送することがあった（その日のみ18:55以降はステレオ放送となった）。土曜・日曜には、30分枠の関連番組『Hana*テレビ増刊号』を日中に不定期放送することがあった。こちらの内容は、本編が取り上げた特集の再放送や本編出演メンバーによるトークが中心だった。
後継番組は2010年3月29日にスタートした『グッチーの 今日ドキッ!』（後の『今日ドキッ!』）。

## 放送時間
いずれも日本標準時。開始時刻は多少変動する場合あり。
- 月曜 - 金曜 15:50 - 18:55（2006年4月 - 2006年9月）
- 月曜 - 金曜 15:49 - 18:55（2006年10月 - 2009年3月20日）
- 月曜 - 金曜 17:42 - 18:55（2009年3月23日 - 2009年3月27日）
- 月曜 - 金曜 14:55 - 16:48（2009年3月30日 - 2009年7月17日） - これ以後、18時台のローカルニュースは別番組『総力報道!THE NEWS HBC』で放送されるようになった。
- 月曜 - 木曜 14:50 - 16:48、金曜 14:55 - 16:48（2009年7月20日 - 2009年9月25日）
- 月曜 - 金曜 14:55 - 16:53（2009年9月28日 - 2010年3月24日）

## キャスター

### 司会
- 渡辺陽子（月曜・木曜・金曜）
- 堀啓知（月曜・隔週水曜・木曜）
- 佐々木佑花（火曜・水曜）
- 石崎輝明（火曜・隔週水曜・金曜）
- 加藤雅章（ニュース担当）
- 高橋友理（ニュース担当）

### コーナー担当
- 大下宗吾（「しゅうごの週5旅」担当）
- 卓田和広（月曜特集担当）
- 小橋亜樹（月曜特集担当、2009年3月27日までは木曜・金曜日の中継も担当）
- 渕上紘行（火曜特集担当、2009年3月27日までは堀と隔週で司会・中継を担当）
- 佐藤彩（隔週水曜特集担当、2009年9月24日までは木曜特集担当）
- 堰八紗也佳（隔週水曜特集担当、2009年12月までは金曜特集担当）
- 水野善公（木曜特集担当、2009年9月24日までは水曜特集担当）
- 小川和幸（金曜特集、2009年12月までは「小川WATCH」担当）

### 中継担当
- 渡辺陽子（火曜・隔週水曜）
- 堀啓知（隔週水曜・金曜、以前は渕上と隔週で月曜から水曜まで担当）
- 佐々木佑花（木曜、以前は毎日担当）
- 石崎輝明（月曜）

### 天気予報担当
- 近藤はじめ（HBC気象予報士）

### コメンテーター
- 小林公司（2009年3月まで出演）
- 八代英輝（2月7日に登場[いつ?]。2009年3月まで出演）
- 早川渉（2009年3月まで出演）
- 吉見宏（金曜のみに出演）

### 以前の出演者
以下は全て夕方ワイドとして放送時の出演者。当時は、日替わり特集枠も長く、17時台にスポーツニュースを時間を割いて放送するなどしていた。
- 奈津子
- 阿部ちあき
- 平野むつこ
- DON
- 吉川智子
- 田村美香（「北海道スイーツロード」ナレーター担当）
- 田村英一（ニュース担当、2009年3月27日まで）
- 梨元勝（金曜特集担当）
- 野々村芳和（「SPORTS 1BAN」担当、隔週月曜）
- 岩本勉（「SPORTS 1BAN」担当、隔週月曜）
- 山内要一（「SPORTS 1BAN」のナレーター『影アナ1号』の正体、主に月曜日に登場。岩本からは「北見の星」と呼ばれている。2008年5月12日の放送では『影アナ1号』なのに「私、山内」と言ってばらしていた）
- 内藤克（「SPORTS 1BAN」のナレーター『影アナ2号』の正体）
- 赤城敏正（「SPORTS 1BAN」のナレーター『影アナ3号』の正体）
- 管野暢昭（「SPORTS 1BAN」のナレーター『影アナ4号』の正体。ここ最近は[いつ?]『影アナ1号』の担当する月曜日を除いた毎日登場）
- 飯野智行（火曜特集（後半）担当）
- 宮崎明日香（水曜特集担当）
- 松坂有希子（隔週木曜特集担当）
- 木村藤子（不定期で特集）
- 新井理（水曜特集担当、昼ワイド移行後も2009年6月まで担当。アナウンス部→本社テレビ営業部へ異動によって降板）
- 室谷香菜子（金曜特集担当）

## 内容
Hana*テレビショッピング（15時20分頃）
『パック2』から続けて行われていた地元百貨店持ち回りのテレビショッピングコーナー。『ユメイロ。』の終了に伴い、本番組内で放送されることになった。
- 月曜・木曜：さっぽろ東急百貨店
- 金曜：札幌三越

特集（15時45分頃）
2008年4月の番組リニューアルで曜日別のコーナータイトルを冠するようになった。タイトルは2010年1月時点のもの。
- 月曜：卓アキのぶらりサーチ
- 火曜：火曜Hanaの市
- 水曜：Hanaのなでしこウェンズデー
- 木曜：水野善公の幸せな週末
- 金曜：小川WATCH - コーナー担当の小川自らが毎日気になる話題の現場へ向かい、取材・紹介をするコーナー。「堀の現場」を引き継ぐ形で、2007年10月の番組リニューアルとともに開始。2008年4月のリニューアルで16時台へ移動してからは金曜にも放送されるようになった。2010年1月のリニューアル以後は金曜の特集として放送。

近藤予報士のお天気ですよ!（15時40分頃、16時33分頃）
北海道の天気予報をHBCウェザーセンターから放送。
17時台には一時期天気が簡略化していたが、2008年4月のリニューアルで復活した。
Hana*テレビNEWS（15時30分頃、16時40分頃）
ニュースコーナー。道内のローカルニュースを伝えていた。

## タイムテーブル
時刻は目安。コーナーの追加・時間変更が多い。
- 14時55分 オープニング
- 14時57分 中継
- 15時10分 おうちごはん
- 15時17分 Hana*いっぱい
- 15時20分 Hana*テレビショッピング（月曜・木曜・金曜）、堀の興味津々（火曜）、おうちごはんプラス（水曜）
- 15時27分 夕刊!ファイターズ
- 15時30分 Hana*テレビNEWS
- 15時40分 近藤予報士のお天気ですよ!
- 15時45分 中継
- 15時50分 特集
- 16時00分 しゅうごの週5旅
- 16時05分 中継
- 16時15分 小川WATCH!
- 16時30分 Hana*いっぱい
- 16時35分 近藤予報士のお天気ですよ!
- 16時40分 Hana*テレビNEWS
- 16時45分30秒 エンディング

## テーマ曲
いずれも2009年3月の番組リニューアルまで使用。
- オープニングテーマ：ドキドキ
- 18時台天気予報BGM：夕暮れ（JUDY AND MARY）

## その他
- TBSニュースバードで放送される北海道の話題・リポートには、本番組の映像がよく使われている。
- Hana*テレビの「ハナ」は、HBCの親局のチャンネル及び地デジIDの「1」の韓国語読みという意味もある。